# Léon Gérard
Léon Gérard, né à Liège le 3 septembre 1840, mort à Liège le 29 avril 1922 est un homme politique belge et un militant wallon.
Ingénieur civil des mines de l’Université de Liège (1864), il dirige la société Poudrerie d’Ombret J-P. Gérard et Cie. Il est élu conseiller communal libéral de la ville de Liège de 1872 à 1885. Il est ensuite échevin des finances de 1886 à 1890,  puis bourgmestre de 1891 à 1900. Il est député d'avril 1893 à octobre 1894).
Membre d’honneur et membre du Comité permanent du Congrès wallon en 1892 et en 1893 ; il est aussi membre du comité de patronage de la Ligue wallonne de Liège de 1897 à 1898), l'Encyclopédie du Mouvement wallon lui consacre une brève notice.